# Кал Гранде (Тревизо)
Кал Гранде је насеље у Италији у округу Тревизо, региону Венето.
Према процени из 2011. у насељу је живело 13 становника. Насеље се налази на надморској висини од 33 м.